# Смирнов, Виталий Елиферинович
Виталий Елиферинович Смирнов (31 мая 1945 — 24 октября 1965) — рядовой Вооружённых Сил СССР, участник войны во Вьетнаме, погиб при исполнении служебных обязанностей, кавалер ордена Красного Знамени (посмертно).

## Биография
Виталий Елиферинович Смирнов родился 31 мая 1945 года в городе Яе Кемеровской области. После окончания восьми классов Яйской средней школы № 2 уехал в город Анжеро-Судженск, где поступил в местное строительное училище. Освоив специальность электросварщика, вернулся в Яю, трудился на Яйском трактороремонтном заводе. В 1964 году был призван на службу в Вооружённые Силы СССР. Служил в частях противовоздушной обороны.
В разгар эскалации войны во Вьетнаме рядовой Смирнов был направлен в Демократическую Республику Вьетнам для оказания интернациональной помощи её вооружённым силам. Командировка считалась секретной, так как официально Советский Союз в конфликте участия не принимал. Поэтому до момента его гибели о местонахождении части родственникам известно не было. Вместе со своими товарищами ракетчик огневого дивизиона рядовой Виталий Елиферинович Смирнов участвовал в отражении налётов американской авиации на города Северного Вьетнама.
17 октября 1965 года в ходе очередного налёта ВВС Соединённых Штатов Америки дивизион Смирнова сбил 2 вражеских самолёта, однако его позиция была обнаружена, и американские бомбардировщики нанесли удар по ней. Рядовой Смирнов не успел скрыться в убежище, и получил два тяжёлых осколочных ранения — в ногу и в бок. Советский военнослужащий оперативно был отправлен в военный госпиталь в Ханое, где вьетнамские и специально направленные из Москвы советские врачи неделю боролись за его жизнь. Несмотря на их усилия, ракетчик скончался 24 октября 1965 года. Он стал первым советским военнослужащим, погибшим во Вьетнаме.
Похоронен на кладбище города Яя Кемеровской области.
Указом Президиума Верховного Совета СССР от 30 декабря 1965 года рядовой Виталий Елиферинович Смирнов посмертно был удостоен ордена Красного Знамени. Кроме того, он посмертно был награждён Почётной грамотой ЦК ВЛКСМ и вьетнамским орденом «За боевой подвиг».

## Память
- В честь Смирнова названа улица в Яе[1].
- На доме, где жил Смирнов, установлена мемориальная доска в память о нём[3].
- Имя Смирнова носила комсомольская организация трактороремонтного завода, где он работал до призыва на службу[1].